# رود کاتسورا
رود کاتسورا (به ژاپنی: 桂川 Katsura-gawa) رودی است که به رود یودو می‌ریزد. این رود از کوهی نزدیک کامه‌اوکا، کیوتو آغاز شده و از کیوتو در کشور ژاپن می‌گذرد. طول آن ۱۰۷ کیلومتر (۶۶ مایل) است.